# الدوري التشيكوسلوفاكي 1967–68
الدوري التشيكوسلوفاكي 1967–68 هو الموسم 61 من الدوري التشيكوسلوفاكي ‏. أشرف على تنظيمه اتحاد جمهورية التشيك لكرة القدم، وكان عدد الأندية المشاركة فيه 14، وفاز فيه نادي سبارتاك ترنافا.